# Aethia psittacula
L'alca minore pappagallo (Aethia psittacula, Pallas 1769) è un uccello marino della famiglia degli alcidi.

## Sistematica
Aethia psittacula non ha sottospecie, è monotipico.

## Distribuzione e habitat
Questo uccello vive nel Pacifico: Russia, Giappone, Alaska, Canada e Stati Uniti nordoccidentali. Raramente si spinge più a sud fino al Messico.